# Antoni del Verger
Antoni del Verger o Anthoni del Verber (fl. XV secolo) è stato un trovatore occitano attivo nel XV secolo, originario probabilmente di Perpignano, partecipante ai Jeux floraux con una canso religiosa che vinse nel 1461 la violeta.
la canzone è composta da dieci strofe di otto endecasillabi. Lo schema metrico di ogni strofa presenta nei primi quattro versi rima alternata e nei rimanenti quattro rima incrociata, secondo lo schema ABABCDDC. La tornada è anch'essa a rima incrociata a cui segue infine una strofa di quattro versi a rima alternata, la quale costituisce in effetti una seconda tornada. Le rime sono tutte femminili, o meglio, parossitone, il che rende la versificazione molto simile a quella della poesia spagnola e italiana.
Vers complit
En vos lauzar, Mayres de Dieu sagrada,

bastar no pot l'angelicals natura,

donquas, humils, ans dels segles creada,

que poyra dir l'umanals creatura?

Le pauchz sentitz dels qui per lo mon passan

No y basta, no: pus etz de vertutz plena

e voistres faitz infinitz com l'arena;

per que de cert nostre saber trespassan.

Sus totz los Sants etz, apres Dieu, plus santa;

doncx que dire de vostr'alta persona,

quar veg tot jorn que la Gleyza vos canta,

que de virtuts obtenets la corona.

E mes quant pens que per la gran bathalha

que l'enemichz me dona, per gran ira,

contra 'l Senhor ma volontaz se gira,

tot be laysant, dels mals prenent la talha.

[...]

TORNADA

Sens aver di etz de Dieu mayres dita,

doncquas, pregatz vostre Filh que ns trameta

la luts del Cel que ns mostre via dreta,

e ns do lo loch hon vostre cors habita.

ANDRESSA A JHESU CRIST

Molt se complan nostr'arma, detenguda

en tants perills per lo sperit indigne;

doncquas, Jhesus, pus l'avetz rezemuda,

pauzats nos tots de virtutz en lo signe.
In voi lodare, Madre di Dio santa,

bastar non può l'angelica natura,

dunque, umile, prima dei secol creata,

che potrà dire l'umana creatura?

Il poco senno di chi al mondo passa

non basta, no: più se' di virtù piena

e infinita siete voi come sabbia;

perché il nostro saper certo trapassa.

Fra tutti i Santi se', appo Dio, più santa;

dunque, che dir di votr'alta persona,

che ogni giorno c'è in Chiesa chi vi canta,

che di virtù ottenete la corona.

E ancor più quando penso alla battaglia

che il nemico dammi, per fort'ira,

contra il Signor mia volontà si gira,

ogni ben lascio, e i mali prendon taglia.

[...]

TORNADA

Senza fin siete madre di Dio detta,

pregate vostro Figlio, che ci dia

del Ciel la luce e mostri dritta via,

e portaci dove il vostro corpo abita.

A GESÙ CRISTO

Sì tanto triste è l'anima, legata

a molti mali dallo spirto indegno;

or, Gesù, poi che l'avete affrancata,

portaci tutti alla virtù del segno .